# Encephalartos trispinosus
Encephalartos trispinosus (Hook.) R.A.Dyer, 1965 è una pianta appartenente alla famiglia delle Zamiaceae, endemica del Sudafrica.

## Descrizione
È una cicade con fusto eretto alto sino a 1 m e con diametro di 25–30 cm, spesso con fusti secondari che si originano da polloni basali.

Le foglie, pennate, disposte a corona all'apice del fusto, di colore da grigio-verdastro a blu, sono lunghe sino a 1,4 m, composte da numerose paia di foglioline obovate, coriacee, tomentose, lunghe sino a 18 cm, con 1-3 spine sul margine inferiore e un apice pungente.

È una specie dioica, con esemplari maschili che presentano 1 o raramente 2 coni eretti, sub-cilindrici, lunghi 25–35 cm e larghi circa 8 cm, di colore dal giallo al verde, ed esemplari femminili con coni solitari cilindrico-ovoidali, lunghi circa 40–50 cm e larghi 16–18 cm, con apice conico, di colore da giallo a giallo-verdastro.

I semi sono grossolanamente ovoidali, lunghi circa 3,5 cm, ricoperti da un tegumento bruno.

## Distribuzione e habitat
E.trispinosus è un endemismo della Provincia del Capo Orientale del Sudafrica.
Cresce in aree di macchia xerofila, su creste rocciose e pendii, da 100 a 600 m di altitudine.

## Conservazione
La IUCN Red List classifica E. trispinosus come specie vulnerabile.

La specie è inserita nella Appendice I della Convention on International Trade of Endangered Species (CITES)